# Stamper
Stamper é um personagem do filme 007 O Amanhã Nunca Morre, da série cinematográfica de James Bond, criado por Ian Fleming.

## Características
Extremamente alto, loiro e forte, Stamper é um assassino profissional, capanga e chefe de segurança de Elliot Carver, e um protegido do Dr. Kaufman, por quem foi treinado em diversos métodos de tortura, especialmente a chacra, que consiste em infligir o máximo possível de dor em áreas vitais do corpo, fazendo com que a vítima viva o maior tempo possível.

## Filme
O personagem aparece no início do filme, liderando a tripulação do barco stealth de Carver que afunda o HMS Devonshire, e depois metralha os marinheiros sobreviventes na água. Responsável indireto pela morte de seu mentor, Dr.Kaufman, ao telefonar para ele quando este se prepara para executar 007 num quarto de hotel, ao lado do corpo de Paris Carver, Stamper procura sua vingança contra James Bond.
Os dois encontram-se novamente no mar, quando Stamper e seus homens aprisionam 007 e Wai Lin, a agente chinesa que se juntou a ele na investigação de Carver, depois deles examinarem os destroços afundados do Devonshire. Stamper os leva ao quartel-general de Carver em Saigon, mas os dois conseguem fugir, não sem antes Bond cravar na perna do assassino um dos instrumentos de tortura com que Stamper pretendia torturá-lo.
Depois de várias tentativas fracassadas de matar Bond, seu embate final se dá a bordo do barco invisível de Carver, na plataforma de lançamento de mísseis do barco. A luta entre os dois é desvantajosa para o espião até que ele consegue soltar um grande peso em cima do pé de Stamper, que, preso, é esfaqueado no estômago. Como o míssil foi ativado para lançamento, Bond coloca alguns detonadores no exaustor da arma, para assegurar que ele exploda quando for disparado. Mesmo preso pelo pé, Stamper consegue agarrar Bond, para que os dois morram juntos, mas Bond se solta cortando o zipper da roupa agarrada pelo assassino, e mergulha na água, onde, submerso com Wai Lin - a quem solta das correntes que a prendem - escuta a explosão do míssil que mata Stamper e destrói o barco de Carver.